# Deportivo Táchira FC
Deportivo Táchira är en fotbollsklubb från staden San Cristóbal i Venezuela. Klubben grundades 1974 och vann ligan för första gången år 1979. Den första titeln av totalt 7. Klubben vann även ligan säsongen 2014/2015.